# أخي الدب
أخي الدب (بالإنجليزية: Brother Bear) هو فيلم رسوم متحركة صدر في الولايات المتحدة سنة 2003. من بطولة خواكين فينيكس (أداء صوتي).

## القصة
عندما يقتل صياد شاب دب بدون حاجة لقتله يتحول بشكل غريب إلى دب كعقاب له على فعلته.

## طاقم التمثيل
- خواكين فينيكس (بدور: كيناي)
- مايكل كلارك دانكن
- بولي بيريت النسخة المصرية: النسخة العربية باللهجة المصرية أحمد عزمي / كيناي نور ممدوح / كودا (حوار ) جون سمير / كودا (غناء )

محمود عزت / ديناهي نضال سلطان / روت أنطوان المعلوف / توك طارق إسماعيل / سيتكا عائشة سالم / تانانا محمد الشرشابي / تاج إسلام العزازي / كبش 1 محمد طنطاوي / كبش 2 جيهان عبدالله / الدبة العجوز إسلام العزازي / الدب العاشق ريم أبو الريش / الدبة العاشقة داركو سيزار / الدب الأجنبي (الكرواتي ) سيد الرومي و محمد الطنطاوي / السناجب محمود زكي / الراوي إخراج / إسلام العزازي ترجمة و إعداد / بهاء جاهين بالإشتراك مع : إبراهيم ناجي،إلهامي أمين ، جاكلين رفيق ، حسن محفوظ ، شهيرة فؤاد ، عبد العزيز عمرو ، عزت غانم ، فريدة عمرو ، محمد هشام ، نوريستا ، نيفين محمود ، نهى فكري ، هادي خفاجة ، هاني إبراهيم الأغاني: "يا رب السموات إهدينا " غناء : جيهان الناصر "مرحب" :غناء د.صبحي بدير و عكاشة علي "أنا ع الطريق" :غناء عكاشة علي و جون سمير "مفيش مفر" :غناء عكاشة علي :أشعار يهاء جاهين :إخراج الغناء د.صبحي بدير النسخة العربية : ستوديو الدوبلاج و الأغاني : نيو للإنتاج رشا أبو الريش ريم أبو الريش محمد طنطاوي نايف بسيوني هاني رامز إشراف فني : عائشة سليم المرجع الكاست العربي بآخر دي في دي أخي الدب.

### ترشيحات وجوائز
| السنة | الحدث          | الفئة                 | النتيجة |
| ----- | -------------- | --------------------- | ------- |
| 2004  | جائزة الأوسكار | أفضل فيلم رسوم متحركة | ترشـيـح |

## الميزانية والإيرادات
حقق أرباحاً تقدر بـ 250,397,798 دولار.

## وصلات خارجية
- أخي الدب على موقع IMDb (الإنجليزية)
- أخي الدب على موقع ميتاكريتيك (الإنجليزية)
- أخي الدب على موقع روتن توميتوز (الإنجليزية)
- أخي الدب على موقع نتفليكس (الإنجليزية)
- أخي الدب على موقع ألو سيني (الفرنسية)
- أخي الدب على موقع Turner Classic Movies (الإنجليزية)
- أخي الدب على موقع أول موفي (الإنجليزية)
- أخي الدب على موقع بوكس أوفيس موجو (الإنجليزية)
- أخي الدب على موقع فيلمافينيتي (الإسبانية)
- أخي الدب على موقع قاعدة بيانات الأفلام السويدية (السويدية)

## الأصوات العربية
النسخة العربية باللهجة المصرية
أحمد عزمي / كيناي
نور ممدوح / كودا (حوار)
جون سمير / كودا (غناء)
محمود عزت / ديناهي
نضال سلطان / روت
أنطوان المعلوف / توك
طارق إسماعيل / سيتكا
عائشة سالم / تانانا
محمد الشرشابي / تاج
إسلام العزازي / كبش 1
محمد طنطاوي / كبش 2
جيهان عبد الله / الدبة العجوز
إسلام العزازي / الدب العاشق
ريم أبو الريش / الدبة العاشقة
داركو سيزار / الدب الأجنبي (الكرواتي)
سيد الرومي ومحمد الطنطاوي / السناجب
محمود زكي / الراوي
إخراج / إسلام العزازي
ترجمة وإعداد / بهاء جاهين
بالإشتراك مع: إبراهيم ناجي، إلهامي أمين، جاكلين رفيق، حسن محفوظ، شهيرة فؤاد، عبد العزيز عمرو، عزت غانم، فريدة عمرو، محمد هشام، نوريستا، نيفين محمود، نهى فكري، هادي خفاجة، هاني إبراهيم
الأغاني:
«يا رب السموات إهدينا» غناء: جيهان الناصر
«مرحب»: غناء د.صبحي بدير وعكاشة علي
«أنا ع الطريق»: غناء عكاشة علي وجون سمير
«مفيش مفر»: غناء عكاشة علي
:أشعار يهاء جاهين
:إخراج الغناء د.صبحي بدير
النسخة العربية:
ستوديو الدوبلاج والأغاني: نيو للإنتاج
رشا أبو الريش
ريم أبو الريش
محمد طنطاوي
نايف بسيوني
هاني رامز
إشراف فني: عائشة سليم
المرجع الكاست العربي بآخر دي في دي أخي الدب.